# Constâncio I de Constantinopla
Constâncio I de Constantinopla (em grego: Κωνστάντιος Α΄; 1770 – 5 de janeiro de 1859) foi patriarca ecumênico de Constantinopla entre 1830 e 1834.

## História
Constâncio nasceu em Istambul em 1770 e estudou na Grande Escola da Nação, depois em Iași e em Kiev. Em 1805, ele foi eleito arcebispo do Sinai, uma posição que manteve até sua eleição ao patriarcado em 1830. Quatro anos depois, Constâncio renunciou e passou a se dedicar a estudar e escrever. Morreu em 5 de janeiro de 1859.